# Jinichi Kusaka
Pour les articles homonymes, voir Kusaka.
Jinichi Kusaka (草鹿 任一, Kusaka Jin'ichi), né le 7 décembre 1888 à Daishōji (ja) (maintenant Kaga) et mort le 24 août 1972 à Kamakura, est un amiral de la Marine impériale japonaise pendant la Seconde Guerre mondiale. Il était le cousin du vice-amiral Ryūnosuke Kusaka qui était de cinq ans son cadet.
Jinichi Kusaka est principalement connu pour son rôle lors de la bataille de Guadalcanal, alors qu'il commandait la 11e Flotte aérienne, de son Q.G. de Rabaul, livrant combat notamment à la Cactus Air Force alliée, basée sur le terrain Henderson à Guadalcanal. Les bombardements aériens ayant paralysé l'activité de la base aéronavale de Rabaul, à partir de la fin de 1943, celle-ci n'a pas fait l'objet ensuite d'attaque frontale au cours de campagne des îles Salomon, et le 6 septembre 1945, le vice-amiral Jinishi Kusaka en a signé la reddition inconditionnelle.

## Carrière

### Avant la guerre du Pacifique
Jinichi Kusaka, diplômé de l'Académie navale impériale du Japon en 1909, se classe 21e sur un total de 179 élèves-officiers dans la 37e promotion. Comme aspirant (Shōi Kōhosei), il embarque sur le croiseur protégé Soya ex-russe Varyag et sur le croiseur cuirassé Chiyoda. Nommé enseigne de 2e classe (shōi), fin 1910, et promu enseigne de 1re classe (chūi) fin 1912, il sert sur le croiseur cuirassé Tokiwa, suit les cours de l'École de canonnage et de l'École des marins torpilleurs, puis il embarque sur le cuirassé pré-Dreadnought Aki.
Au cours de la Première Guerre mondiale, promu lieutenant de vaisseau (daii) en 1915, il sert sur le croiseur cuirassé Asama, entre à l'École de guerre navale, se perfectionne à l'École de canonnage puis il embarque de nouveau sur le cuirassé pré-Dreadnought Aki et sur le croiseur cuirassé Asama dont il est officier directeur de tir, puis sur le cuirassé pré-Dreadnought Kashima et sur le destroyer Hamakaze. Mais il ne connaitra pas de missions de combat. En 1919, il achève sa scolarité à l'École de guerre navale, dans la 19e promotion. Promu capitaine de corvette (chūsa) en 1921, il est adjoint du directeur de tir du croiseur de bataille Hiei, puis devient directeur de tir du cuirassé Yamashiro. Promu capitaine de frégate en 1926, il occupe les mêmes fonctions sur le cuirassé Nagato. Il enseigne ensuite à l'École de canonnage puis est affecté au Groupe des écoles de la Marine.
Promu capitaine de vaisseau (daisa) le 1er décembre 1930, il est envoyé un an aux États-Unis et en Europe. À son retour, il reçoit le commandement du croiseur Kitakami. Il rejoint alors l'état-major de la 1re Flotte, puis dirige, en 1934-1935, la 2e section du Groupe des écoles de la Marine au sein du ministère de la Marine. Il reçoit, fin 1935, le commandement du cuirassé Fusō. Le 1er décembre 1936, il est promu contre-amiral et devient directeur de l'École de canonnage. Fin 1939, il est nommé directeur du Groupe des écoles de la Marine dépendant du ministère de la Marine. Le 15 novembre 1940, il est promu vice-amiral. En avril 1941, il est nommé directeur de l'Académie navale impériale du Japon.

### Devant Guadalcanal et pendant la campagne des Salomon

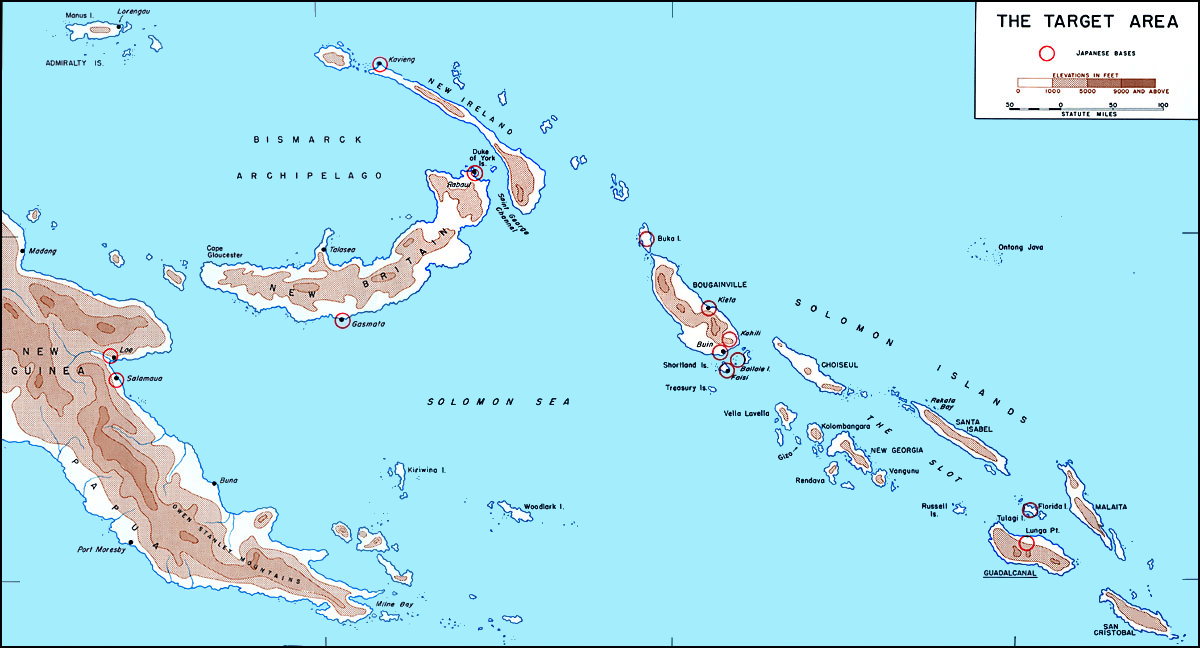
Carte de la région des Îles Salomon

Le 1er octobre 1942, il remplace, à la tête de la 11e Flotte aérienne, le vice- amiral Tsukahara, malade, qui en avait assuré le commandement avec succès pendant toute l'offensive japonaise dans le Pacifique du sud-ouest. La mission de la 11e Flotte aérienne, est alors d'assurer le soutien aérien des opérations aéronavales, autour de Guadalcanal, où la 8e Flotte du vice-amiral Mikawa est engagée dans une campagne d'attrition, depuis l'Opération Watchtower lancée par l'U.S. Navy, au début du mois d'août 1942. Depuis leurs bases de Rabaul, en Nouvelle-Bretagne et dans les îles avoisinantes, les forces du vice-amiral Kusaka affrontent pour le contrôle de l'espace aérien situé au-dessus de Guadalcanal, la Cactus Air Force alliée, qui opère depuis le terrain d'Henderson Field, tenu par les U.S. Marines. La position de ce terrain d'aviation, à la pointe Lunga, constitue un avantage considérable, dans la mesure où il assure la supériorité aérienne américaine, de jour, sur cette zone, alors que les forces japonaises ne vont être capables ni de le détruire ni de le reprendre et vont devoir recourir à ce que la presse américaine a appelé le « Tokyo Express ». Trois mois après la prise de commandement du vice-amiral Kusaka, après cinq batailles navales acharnées (bataille du Cap Espérance le 12 octobre, bataille des îles Santa Cruz du 25 au 27 octobre, batailles navales de Guadalcanal, les 12-13 et 14-15 novembre, bataille de Tassafaronga le 30 novembre) pendant lesquelles les 2e, 3e et 8e Flottes japonaises ont affronté les forces aéronavales américaines du Pacifique Sud que commande l'amiral Halsey, le 24 décembre 1942, toutes les forces navales de Nouvelle-Guinée et des îles Salomon sont réunies pour former la Flotte de la Zone du Sud-Est, mise sous le commandement du vice-amiral Kusaka. Les Japonais évacuent Guadalcanal, en janvier 1943, des avions venus de Rabaul coulant encore un croiseur lourd, l'USS Chicago, à la bataille de l'île de Rennell, les 29-30 janvier 1943.

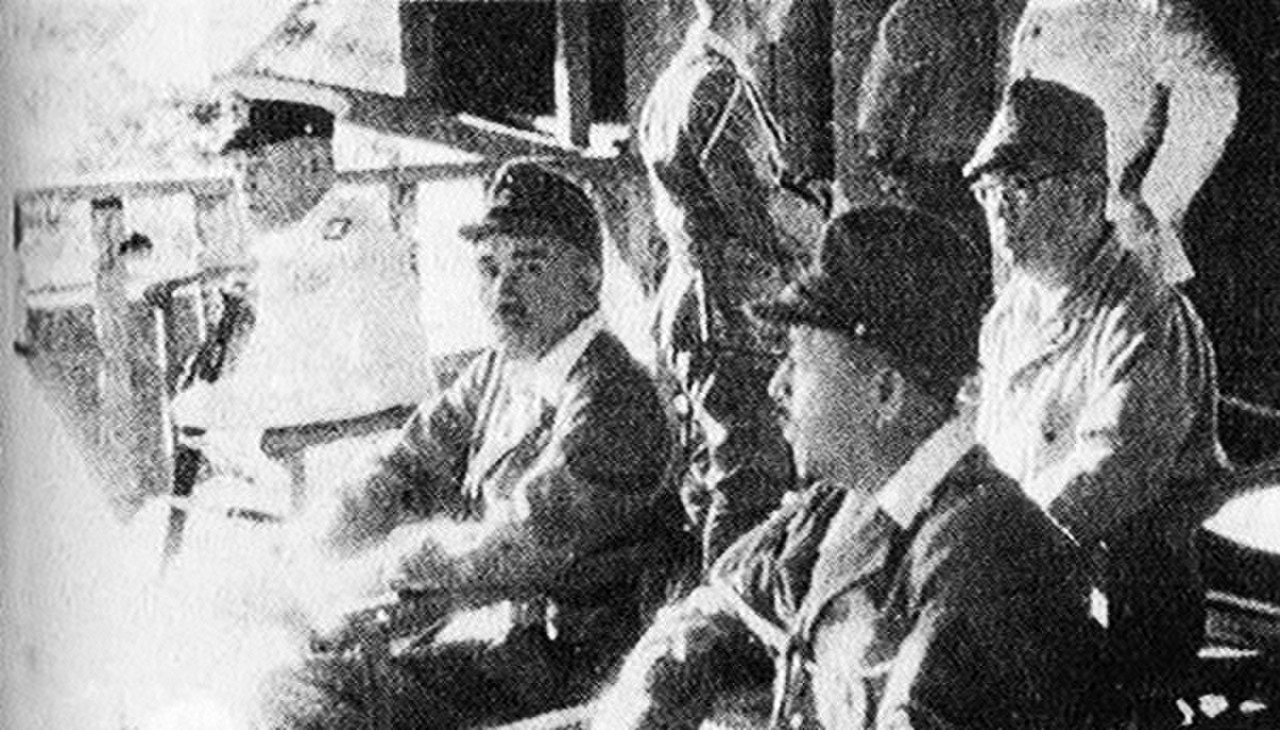
Le vice-amiral Kusaka (au centre), avec l'amiral Yamamoto (à gauche sur la photo), à Rabaul lors de l'Opération I-Go en avril 1943

L'année 1943 va être marquée par une double offensive américaine, dans les îles Salomon, au nord, par les forces de l'amiral Nimitz, et sur la côte de la Nouvelle-Guinée, au sud, par les forces du général MacArthur. Après l'occupation par les Américains des îles Russell, immédiatement au nord de Guadalcanal, en février 1943 (opération Cleanslate (en)), et après l'échec du renforcement des positions japonaises, à Lae, en Nouvelle-Guinée, (bataille de la mer de Bismarck, début mars), l'amiral Yamamoto, Commandant-en-Chef de la Flotte combinée, ordonne, en avril, que 170 appareils des porte-avions de la 3e Flotte soient momentanément transférés à terre, pour participer, en renforcement de la 11e Flotte aérienne, à des bombardements depuis Rabaul, Bougainville et les îles Shortland, contre Guadalcanal, Port Moresby, la baie d'Oro (devant Buna) et la baie de Milne. C'est l'Opération I-Go. Les résultats ne sont pas déterminants pour l'aviation embarquée japonaise face à l'aviation de chasse américaine. En allant inspecter les aérodromes d'où étaient partis les avions japonais, l'amiral Yamamoto a été tué le 18 avril, le bombardier à bord duquel il se trouvait ayant été abattu par des chasseurs “P-38” partis d'Henderson Field.

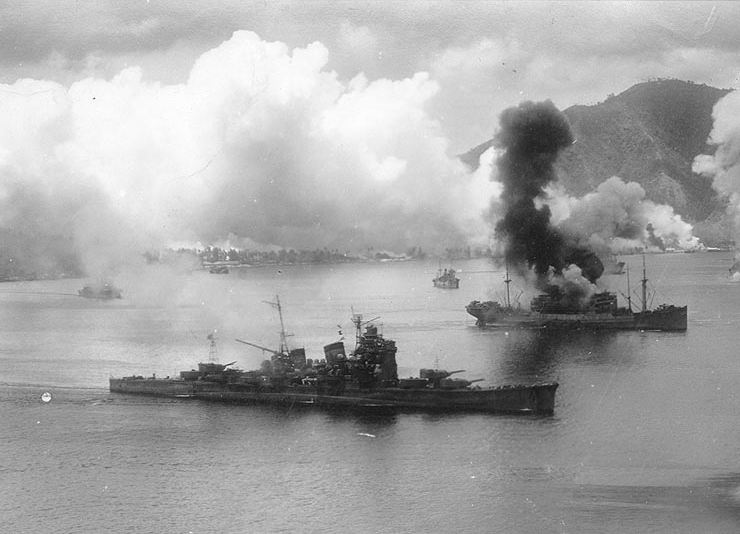
Le croiseur lourd Haguro sous les bombes de l'aviation terrestre américaine, à Rabaul, le 2 novembre 1943

À partir de juin, s'est déroulée l'opération Cartwheel, qui a conduit les forces du général MacArthur à progresser vers l'ouest, vers Lae et Finschafen, sur la côte nord de la Papouasie-Nouvelle-Guinée tandis que les forces de l'amiral Halsey se lançaient à l'assaut de la Nouvelle-Géorgie (bataille du golfe de Kula dans la nuit du 5 au 6 juillet et bataille de Kolombangara le 12 juillet), puis de Vella Lavella enfin de Bougainville (bataille de la baie de l'Impératrice Augusta le 2 novembre). L'amiral Koga qui a succédé à l'amiral Yamamoto, transfère alors de Truk à Rabaul sept croiseurs lourds (les quatre unités de la 4e Division de Croiseurs de la classe Takao et les Suzuya, Mogami et Chikuma) en vue d'une attaque massive sur la baie de l'Impératrice Augusta. L'amiral Halsey ne dispose pas d'une force de « navires porte-canons » capable d'y faire face, les cuirassés étant passés dans le Pacifique central, pour l'offensive que l'US Navy commence à y mener. Il lance alors, malgré les redoutables défenses de Rabaul, des raids de l'aviation embarquée, le premier le 5 novembre, avec 97 avions, depuis les USS Saratoga et Princeton (le Task Group 50.4 du contre amiral Sherman), qui endommage les croiseurs lourds Atago, Takao, Maya et le Mogami, puis un second raid, six jours plus tard, enfin un troisième, deux fois plus important, depuis les USS Essex, Bunker Hill et Independence, mais la Marine Impériale japonaise a déjà presque totalement déserté Rabaul, qui n'aura plus ensuite de rôle offensif. La riposte japonaise prend la forme d'une attaque de cent avions contre le groupe de l'USS Essex, qui entraîne peu de dégâts aux bâtiments américains, mais la perte du tiers des assaillants.
Malgré le désir qu'en avait le général MacArthur, il n'y eut pas d'attaque directe, mais une stratégie d'encerclement de Rabaul et de Kavieng, en Nouvelle-Irlande, avec des débarquements des troupes du général MacArthur à Arawe et au cap Gloucester en mars 1944, pour contrôler les détroits de Vitiaz et de Dampier, qui contrôlent le passage entre la mer des Salomon et la mer de Bismarck, et une occupation par les forces de l'amiral Halsey des îles Green au nord des îles Salomon septentrionales et d'Emirau, au nord de Kavieng, en février-mars 1944. L'occupation des îles de l'Amirauté (mars-mai 1944), achève l'encerclement de Rabaul, qu'affaiblit encore l'abandon de la base de Truk, à partir des bombardements massifs de février 1944, tandis qu'une grande base avancée de l'U.S. Navy est installée à Manus à moins de 600 kilomètres à l'ouest de Rabaul, en mer de Bismarck.
Finalement, le vice-amiral Kusaka, à son Q.G. de Rabaul, en tant que commandant supérieur des forces navales japonaises de la Zone du Pacifique Sud-est, et le lieutenant général Hitoshi Imamura, commandant la VIIIe Armée japonaise, signent leur reddition, le 6 septembre 1945.
Jinichi Kusaka décède en 1972.